# Kris Van Dessel
Kris Van Dessel (Ekeren, 1967) is een Belgisch beeldend kunstenaar. Hij begon als schilder, maar richtte zich later voornamelijk op het maken van installaties en video's. Architectuur, stedelijkheid en ecologie zijn weerkerende thema's in zijn werk.
Werk bevindt zich onder andere in de Koninklijke Bibliotheek van België en het Teylers Museum te Haarlem. Sinds 2011 is Van Dessel docent aan de Koninklijke Academie voor Schone Kunsten van Antwerpen.
In 2015 maakte hij de tentoonstelling Sampled history. Het werk werd gemaakt uit het stof van de verbouwingswerkzaamheden aan de  tentoonstellingsruimtes van De Garage te Mechelen.

## Boeken
- Sampled History (2015), Art Paper Editions, ISBN 9789490800307.